# Merodon kawamurae
Merodon kawamurae är en tvåvingeart som beskrevs av Matsumura 1916. Merodon kawamurae ingår i släktet narcissblomflugor, och familjen blomflugor. Inga underarter finns listade i Catalogue of Life.